# Natalia Jiménez (álbum)
Natalia Jiménez es el nombre del álbum debut de la  cantante española Natalia Jiménez como solista que fue lanzado a mercado mundialmente el 28 de junio de 2011 bajo el sello discográfico de Sony Music Latin. En Estados Unidos se lanzó una estrategia de promoción mediante la cadena de grandes almacenes Target poniendo a la venta por Internet la edición deluxe del disco una semana antes de su lanzamiento oficial.
El álbum solo se editó en América, en España apenas salieron 8.000 copias puesto que nadie la conocía aún como solista. Su faceta como jurado en El Número Uno la ha ayudado a darse a conocer como solista en su tierra de origen.

## Información  del álbum
A principios de 2010 surgieron fuertes rumores de la separación de La Quinta Estación debido a unas declaraciones mal interpretadas de la cantante, cosa que tiempo después se negó asegurando que ambos componentes iniciaban proyectos alternos a La Quinta Estación pero que el grupo no se desintegraba. A mediados de junio de 2010 se afirmó que Natalia Jiménez ya estaba preparando su primer álbum como solista y ya tenía algunas cosas grabadas.
Pasado un tiempo se anunció que el disco saldría previsiblemente para abril de 2011 y que pese a ser muy roquero también iba a incluir  ritmos latinos. El álbum tendría como cerca de 12 canciones incluidas un par en inglés.
El primer sencillo del álbum, Por ser tu mujer.(Por ser tu mujer, yo le entrego a Dios mi alma, por ser tu mujer, yo me olvido de ser una dama.) fue lanzado el 18 de abril junto a una nueva campaña de AT&T., canta Natalia un tema muy profundo y muy sensual sobre una mujer que habla de su relación infiel con otro hombre que no la desea.
El disco continua con Solo por mí (canción) (Solo por mi, hoy he dejado de sufrir, solo por mi, mi sangre lo puede sentir), Una Canción Muy Pop, que habla de aquellas mujeres que son maltratadas por su pareja, y de como estas pueden dejar de sufrir. Después, la canción Abrázame así (Abrázame así, y no me dejes ir, abrázame así como abrazas al partir, abrázame así y vete de mí.), una canción roquera. Enciérrame (Enciérrame, eternamente en tu alma, dame una gota de calma, y báñame en tus quereres), una canción flamenco, con rumba catalana y comparsa gaditana.
Callate (Cállate, quemas todo con tu lengua, cállate. Ves que nuestra luna mengua, cállate y envuélveme en tus brazos por última vez), otra canción muy importante en el álbum, roquera y dura a la vez. Hay amor (Esto es amor, de un principio, un fin, esto es pasión por hacerte reír, esto es amor, y yo me quiero morir cuando te alejas, cuando te alejas tanto de mi.), una balada la cual la artista se la dedica a su actual pareja. Nuestro amor(canción) (Nuestro amor, extraña la peleas y el dolor, nuestro amor, es grande como el mundo, preo cabe en nuestro corazón.), Un bolero que la cantante escribió cuando estaba con su anterior grupo La Quinta Estación.

## Lista de canciones
| N.º | Título                                                          | Escritor(es)                     | Productor(es)                                  | Duración |  |
| 1.  | «Sólo por mí»                                                   | Natalia Jiménez                  | Natalia Jiménez, Emilio Estefan.               | 3:31     |  |
| 2.  | «Por ser tu mujer»                                              | Natalia Jiménez                  | Natalia Jiménez, Emilio Estefan, Gaitán Bros.  | 3:31     |  |
| 3.  | «Abrázame así»                                                  | Natalia Jiménez                  | Natalia Jiménez, Emilio Estefan.               | 3:04     |  |
| 4.  | «Enciérrame»                                                    | Archie Peña                      | Natalia Jiménez, Emilio Estefan y Archie Peña. | 3:20     |  |
| 5.  | «Cállate»                                                       | Leonel García                    | Natalia Jiménez, Emilio Estefan.               | 3:51     |  |
| 6.  | «Hay Amor»                                                      | Natalia Jiménez                  | Natalia Jiménez, Emilio Estefan                | 4:07     |  |
| 7.  | «Nuestro Amor»                                                  | Natalia Jiménez                  | Emilio Estefan                                 | 2:59     |  |
| 8.  | «Reflejo»                                                       | Natalia Jiménez, Gloria Estefan. | Natalia Jiménez, Emilio Estefan.               | 4:11     |  |
| 9.  | «Si No Está Usted»                                              | Natalia Jiménez                  | Emilio Estefan, Gaitán Bros.                   | 3:53     |  |
| 10. | «I'll Take It Back»                                             | Joel Someillan                   | Emilio Estefan                                 | 3:35     |  |
| 11. | «Real»                                                          | Diane Warren, Jon Secada         | Emilio Estefan                                 | 3:37     |  |
| 12. | «I'll Do What It Takes» (Versión inglesa de «Por Ser Tu Mujer») | Natalia Jiménez.                 | Natalia Jiménez, Emilio Estefan, Gaitán Bros.  | 3:31     |  |

| Edición Deluxe |                                                          |                  |                                  |          |  |
| N.º            | Título                                                   | Escritor(es)     | Productor(es)                    | Duración |  |
| 13.            | «Escúchame»                                              | Natalia Jiménez. | Natalia Jiménez, Emilio Estefan. | 3:35     |  |
| 14.            | «Agonía» (Versión española de «Real»)                    | Natalia Jiménez. | Natalia Jiménez, Emilio Estefan. | 3:39     |  |
| 15.            | «Luna»                                                   | Natalia Jiménez. | Natalia Jiménez, Emilio Estefan. | 3:48     |  |
| 16.            | «Te Voy A Dar» (Versión española de «I'll Take It Back») | Natalia Jiménez. | Natalia Jiménez, Emilio Estefan. | 3:37     |  |
| 17.            | «Gone»                                                   | Diane Warren     | Natalia Jiménez, Emilio Estefan. | 3:30     |  |

## Posiciones en la lista
| Posición | 22 | 36 | 36 | 61 | 53 | 55 | 63 | 62 | 79 | 83 | 94 | 86 |

### Listas
| España | PROMUSICAE | 86 |
| México | AMPROFON   | 75 |